# Вилхелм (Австрия)
Вилхелм (на немски: Wilhelm der Ehrgeizige; der Freundliche; der Artige; * ок. 1370, Виена; † 15 юли 1406, Виена) от Леополдинска линия на фамилията Хабсбург, е от 1386 до 1406 г. херцог на Австрия, от 1386 до 1406 г. граф на Тирол, от 1396 г. херцог на Вътрешна Австрия (Щирия, Каринтия и Крайна), от 1404 г. херцогски регент на Австрия.

## Живот
Той е големият син на херцог Леополд III Хабсбург (1351 – 1386) и Верде Висконти, дъщеря на херцог Бернабо Висконти от Милано.
През 1386 г. баща му е убит в битката при Семпах. Опекун на малолетните Вилхелм и братята му Леополд, Ернст и Фридрих става техният чичо Албрехт III († 1395).
Вилхелм се жени през 1401 г. за принцеса Джована II Анжуйска от Неапол (1373 – 1435), дъщеря на крал Карл III Анжуйски от Неапол и на княгиня Маргарита Драчка. Бракът е бездетен.
След конфликт и договор в Холенбург с неговия братовчед Албрехт IV той управлява от 1396 г. като херцог на Вътрешна Австрия (Щирия, Каринтия, Крайна и Австрийско приморие) в Грац. От 1404 г. Вилхелм е регент на малолетния си племенник Албрехт V във Виена. След две години той умира без директни наследници. Херцог Вилхелм е погребан в херцогската гробница в катедралата Св. Стефан (Stephansdom) във Виена.